# King & Prince (アルバム)
『King & Prince』（キング アンド プリンス）は2019年6月19日にJohnnys’Universe / ユニバーサルミュージックからリリースされたKing & Princeの1枚目となるオリジナルアルバムである。

## 概要
2018年にデビューしたKing & Princeの1stアルバム。デビュー曲「シンデレラガール」をはじめ、全シングルの曲と新曲を多数収録したアルバムとなっている。
岩橋玄樹については、同アルバム初回限定盤B Disc2の曲（King & PrinceがJr.時代の頃の曲）には参加している。

## リリース
初回限定盤A（Blu-ray Disc / DVD）、初回限定盤B（2CD）、通常盤で発売される。

### 仕様
- 初回限定盤A - トールサイズ、スリーブ付き、32Pフォトブックレット
- 初回限定盤B - リアル3Dジャケット、32Pフォトブックレット

### 特典
特典は先着外付け特典と、初回封入特典の2種類がある。
先着外付け特典
- 初回限定盤A - フォトカード（A5サイズ）
- 初回限定盤B - ステッカーシート
- 通常盤 - クリアポスター（A3サイズ）

初回封入特典（全形態）
- 1stアルバム『King & Prince』発売記念キャンペーン応募用シリアルナンバー
  - A賞：King & Prince オリジナルDOLL 5体セット（10名）
  - B賞：King & Prince オリジナルクッション（60名）
  - C賞：King & Prince オリジナルパスケース（300名）

## 収録曲
出典

### CD
※シングル曲の詳細はそのページを参照。
1. シンデレラガール [4:12]
作詞：河田総一郎 / 作曲：河田総一郎、佐々木望 / 編曲：船山基紀
  - 1stシングル
2. Sha-la-laハジけるLove [4:08]
作詞：MORISHIN / 作曲：Susumu Kawaguchi、Fredrik “Figge” Bostrom / 編曲：Susumu Kawaguchi、田渕夏海（ストリングスアレンジ）
  - 平野紫耀出演 大塚食品『ビタミン炭酸 MATCH』CMソング[13]
3. 君を待ってる [4:39]
作詞：高橋優 / 作曲：Susumu Kawaguchi・草川瞬・佐原康太、編曲：田渕夏海、Susumu Kawaguchi、佐原康太
  - 3rdシングル
4. Naughty Girl [3:31]
作詞：Kanata Okajima / 作曲：Drew Ryan Scott、Jason Parris、Cody Falkosky / 編曲：Jason Parris、Cody Falkosky
  - 本作のリードトラック[14]
5. Can't Stop Now [3:38]
作詞：Prince Charlez、平義隆、持田裕輔 / 作曲：Prince Charlez、平義隆、持田裕輔 / 編曲：内田敏夫
6. マホロバ [3:31]
作詞・作曲：ナオト・インティライミ / 編曲：大久保薫、ナオト・インティライミ
  - King & Prince出演 UHA味覚糖『Sozaiのまんま コロッケのまんま』CMソング[15]
7. 別々の空 [3:56]
作詞：山本成美、作曲：Kenji Kabashima・m、Takashige Tsukada / 編曲：h-wonder
8. Moon Lover [4:30]
作詞：亜美 / 作曲：山本玲史、m / 編曲：船山基紀、高橋哲也（コーラスアレンジ）
9. FEEL LIKE GOLD [4:05]
作詞：RUCCA / 作曲：Tommy Clint、Christofer Erixon / 編曲：Tommy Clint
10. Big Bang [3:36] - 平野紫耀・髙橋海人
作詞：草川瞬 / 作曲：Jan Baars、Rajan Muse、Ronnie Icon / 編曲：Jan Baars・Rajan Muse m、Ronnie Icon
11. Dance with me [3:20]
作詞：山田裕介、作曲：Drew Ryan Scott・Joacim Perrson、Johan Alkenas / 編曲：Joacim Perrson、Johan Alkenas、吉岡たく、村田陽一（ブラスアレンジ）
12. Super Duper Crazy [3:43]
作詞：ma-saya / 作曲：Frederik “Figge” Bostrom、坂室賢一 / 編曲：CHOKKAKU
  - ベネッセ『進研ゼミ』CMソング
13. Memorial [4:47]
作詞：坂室賢一 / 作曲：Susumu Kawaguchi、坂室賢一 / 編曲：坂室賢一、ha-j
  - 2ndシングル
14. Letter [3:56] - 岸優太・永瀬廉・神宮寺勇太
作詞・作曲：杉山勝彦 / 編曲：杉山勝彦、谷地学
15. Song for you 〜君を信じて〜 [3:49]
作詞：MiNE / 作曲：Susumu Kawaguchi、MiNE、Josef Melin / 編曲：Josef Melin、Susumu Kawaguchi、兼松衆（ストリングスアレンジ）
16. 君に ありがとう [4:31]
作詞：草川瞬 / 作曲：Susumu Kawaguchi、草川瞬、佐原康太 / 編曲：佐原康太、田渕夏海
  - 永瀬廉主演・神宮寺勇太出演 映画『うちの執事が言うことには』主題歌
17. King & Prince, Queen & Princess [5:25]
作詞：EMI K.Lynn・JOEY CARBONE / 作曲：JOEY CARBONE / 編曲：生田真心、知野芳彦（コーラスアレンジ）
通常盤のみ収録。

### 特典CD
※初回限定盤Bのみ
1. サマー・ステーション [5:07]
作詞：小林光明、作曲：馬飼野康二、編曲：佐藤泰将
2. Hello!!!ハルイロ [4:30]
作詞：イワツボコーダイ、作曲：イワツボコーダイ、編曲：立山秋航
3. 勝つんだWIN! [3:56]
作詞：ケリー、作曲：Niklas Edberger・Takuya Harada、編曲：Takuya Harada
4. MIXTURE [3:50]
作詞：小林光明、作曲：Powerless、編曲：GRP
5. Bounce To Night [3:50]
作詞：ケリー、作曲：重永亮介、編曲：重永亮介、Tasuku Maeda
6. OH! サマー KING [4:10] - Mr.KING
作詞：ENA☆、小林光明、作曲：Christofer Erixon・Josef Melin、編曲：生田真心
7. Alright [4:05] - Mr.KING
作詞：小林光明、作曲：川口進・Dele Ladimeji、編曲：佐藤康太・川口進・田渕夏海
8. THE DREAM BOYS [4:17] - Mr.KING
作詞：田中菜穂、作曲：Takuya Harada・Christofer Erixon・Joakim Bjornberg、編曲：牧戸太郎
9. Prince Princess [4:53] - Prince
作詞：久保田洋司、作曲：ジョーイ・カルボーン・北室龍馬、編曲：石塚知生
10. You are my Princess [4:53] - Prince
作詞：KOMU、作曲：Josef Melin、編曲：Josef Melin
11. 描いた未来〜たどり着くまで〜 [5:18] - Prince
作詞：坂室賢一、作曲：GRP・草川瞬、編曲：GRP・竹上良成

### DVD/Blu-ray
※初回限定盤Aのみ
- 「Naughty Girl」Music Video
- 「Naughty Girl」Music Video & ジャケット撮影 メイキング
- 「Naughty Girl」Music Video メンバーソロVer.
- 「Naughty Girl」Music Video ダンスVer.
- 「King & Princeプレミアムトーク」〜メンバーがデビューから未来の展望まで本音で語る!!〜

## チャート成績
オリコンでは、初週売上46.8万枚を記録し、「1stアルバム初週売上枚数記録」（グループからのソロデビュー作品、再デビュー作品などは除く）が、CHEMISTRY『The Way We Are』、KAT-TUN『Best of KAT-TUN』に続く、男性アーティスト歴代3位を記録した。
Billboardでは、初動3日間で393,187枚、さらに売り伸ばして当週473,597枚を売り上げ、2019年7月1日付の週間アルバム・セールス・チャート“Billboard JAPAN Top Albums Sales”で首位を獲得。
年間売上としては、「第52回オリコン年間ランキング 2019」のアルバム部門では55.6万枚で2位にランクインし、「ビルボード 2019年間 アルバムセールス」で56.8万枚で2位にランクインした。